# Belgiens damlandslag i innebandy
Belgiens damlandslag i innebandy representerar Belgien i innebandy på damsidan.

## Historik
Laget spelade sin första landskamp den 25 april 1998, då man förlorade premiären mot Storbritannien med 0-7.

### Fotnoter
1. ↑  ”International Floorball Federation”. http://www.floorball.org/default.asp?kieli=826&sivu=154&alasivu=154. Läst 22 augusti 2011.